# ホッパー (宇宙船)
ホッパーは欧州宇宙機関が計画している先進的な形態の有人宇宙往還機。この計画はEADS社のフェニックス飛行実験で試験されている。形状はリフティングボディである。シャトルの試作機は欧州再使用ロケット(RLV)計画で検討された複数の案の一つである。
ホッパーは現在の有人宇宙機の中で最も経済的になると宣伝されている。実用化は2015年から2020年までに行われるのではないかと予想される。ホッパーは全長4kmのマグネティックトラックで打ち上げられ脱出速度に加速し、一般の発射よりも安い値段での実験を可能にする。
21世紀の初期で、最初の独立した宇宙での非軍事的試みであり、国際宇宙ステーション計画の重要な部分を引き受けることができるとしている。このプロジェクトはエルメス宇宙機のように断念されると考えられていた。

## 概念
弾道飛行用のホッパーはFESTIP (Future European Space Transportation Investigations Programme) システムで設計の調査に使用が採択され将来のロケット計画でさらに分析される。単段式で第一宇宙速度には達しない予定である。機体は全長4kmの磁気浮上式の水平な軌道上から発射速度まで加速されて発射される。高度130kmで機体は使い捨てロケットに点火して上段は第一宇宙速度に達して衛星を軌道へ投入する。最終的に機体は大西洋上の小島に滑空して着陸して船でギアナ宇宙センターまで運ばれる予定である。EADSの広報官によるとホッパーのような再使用型ロケットで衛星を軌道へ投入する費用は1kgあたり15,000ドルになる見込みである。

## 製造者
EADS社は計画運営、全体のソフトウェア設備を担当しており、その他の関連企業もこの開発に参入している。欧州宇宙機関(ESA)とEADSは2015年から2020年に完成することを望む。2004年5月の最初の滑空試験の後、更新は無く計画は中止された。

## 試作機
フェニックスはヨーロッパで開発が行われているホッパーの試作機。アリアンロケットにちなみ、神話でアリアンが飼っていたというフェニックスの名がつけられた。"フェニックス"は1/17スケールのホッパーの模型によるドイツの計画でもある。
ホッパー打ち上げ機の試作機であるフェニックス RLV打ち上げ機はドイツのASTRA計画の一部でもあり、ドイツ政府、EADS アストリアムスペーストランスポーテーション社、ブレーメン州がそれぞれ1/3負担する事によって4000万ユーロが支出されており、EADS社とブレーメン州は両者が既に820万ユーロと430万ユーロをそれぞれ投資している。また、その他の1600万ユーロがブレーメンを拠点とするOHBシステム社、DLA社のような提携企業、連邦政府の教育･研究大臣などから拠出されている。
フェニックス RLV試作機は全長6.9メートルであり、重さは約1200キログラム、翼長は3.9メートルである。これは計画の6分の1の大きさで、EADSブレーメン研究所の開発工程の第一段階の最終工程である。
2004年5月8日土曜日、フェニックスは2,4kmの高度からヘリコプターによって投下され、GPSガイドで異常なく90秒滑空、正確な着地に成功した。この試験はスウェーデン、ストックホルムの北1240kmの位置にあるキルナの北欧航空研究施設で行われた。これからはより高い高度からの投下も考えられ、気球での投下も考えられる。
このテスト飛行の第一の狙いはホッパー形式の航空機の潜在性の評価である。これからフェニックスの最終形態は再突入時における加熱や滑空性能をそ調べる為に高度約130キロメートルの位置から滑空することが考えられている。